# Sam Neill
Nigel John Dermot Neill (ur. 14 września 1947 w Omagh w Irlandii Północnej) – nowozelandzki aktor, reżyser i scenarzysta pochodzenia irlandzkiego.

## Życiorys

### Wczesne lata
Urodził się w Omagh w Irlandii Północnej jako syn Priscilli Beatrice (z domu Ingham) i oficera armii brytyjskiej Dermota Neilla. W 1953 roku, kiedy miał sześć lat, wraz z rodziną przeniósł się do Nowej Zelandii, gdzie spędził dzieciństwo. Uczęszczał do anglikańskiej szkoły dla chłopców Christ’s College w Christchurch. Studiował literaturę angielską na University of Canterbury. Naukę kontynuował na Victoria University of Wellington.

### Kariera
Pierwsze kroki w kierunku zawodu aktora skierowały go na deski teatru, udzielał się także w charakterze realizatora filmów dokumentalnych; przez kilka lat pracował jako reżyser / redaktor / scenarzysta dla New Zealand National Film Unit. W 1975 roku zagrał w dwóch filmach: Landfall jako Eric i Ashes jako ksiądz. W dramacie sensacyjnym Rogera Donaldsona Śpiące psy (Sleeping Dogs, 1977) wystąpił jako Smith, lecz prawdziwe uznanie przyniosła mu dopiero rola Harry’ego Beechama w melodramacie Gillian Armstrong Moja wspaniała kariera (My Brilliant Career, 1979) z Judy Davis. Międzynarodową popularność zdobył w głównej roli Damiena Thorna w filmie Omen III: Ostatnie starcie (Omen III: The Final Conflict, 1981).
W 1981 roku przeprowadził się do Londynu i wziął udział w kilku europejskich produkcjach. W kultowym już dziele Andrzeja Żuławskiego Opętanie (Possession, 1981) zagrał męża nagrodzonej na festiwalu w Cannes Isabelle Adjani. Za rolę pastora Michaela Chamberlaina w dramacie Freda Shepisiego Krzyk w ciemności (A Cry in the Dark lub Evil Angels, 1988) z Meryl Streep dostał nagrodę dla najlepszego aktora od Australijskiego Instytutu Filmowego.
W kolejnych latach wystąpił m.in. w dramacie biograficznym Krzysztofa Zanussiego Z dalekiego kraju (Da un paese lontano (Giovanni Paolo II), 1981), czy dramacie sensacyjnym Polowanie na Czerwony Październik (The Hunt for Red October, 1990) Johna McTiernana wg powieści Toma Clancy’ego obok Seana Connery'go. W 1993 Steven Spielberg zaangażował go do superprodukcji Park Jurajski, gdzie jako paleontolog dr Alan Grant musiał stawić czoło zabójczym dinozaurom. Jedną z niezapomnianych kreacji stworzył w horrorze Johna Carpentera W paszczy szaleństwa (In the Mouth of Madness, 1995) jako prywatny detektyw John Trent, wynajęty do zbadania tajemniczego zniknięcia poczytnego pisarza horrorów tuż przed premierą jego najnowszej książki; wyniku śledztwa ląduje jednak w szpitalu psychiatrycznym.
Po ogromnym sukcesie Parku Jurajskiego, Neill wystąpił także w 2001 roku w trzeciej części serii. W 1998 roku Robert Redford obsadził go w roli Roberta MacLeana w swoim filmie Zaklinacz koni. W tym czasie również pracował nad telewizyjną produkcją fantasy – Merlin. Tytułowa rola przyniosła mu nominacje do nagrody Emmy i Złotego Globu. W Człowieku przyszłości z 1999 roku zagrał u boku Robina Williamsa. Sam Neill do tej pory zagrał w wielu bardzo różnorodnych produkcjach, zarówno w komercyjnych jak i niezależnych, co umożliwiło mu zdobycie statusu aktora nad wyraz charakterystycznego i wszechstronnego.
Producenci filmów o przygodach Jamesa Bonda dwa razy przymierzali się do powierzenia roli agenta 007 Neillowi. Za pierwszym razem lepszym kandydatem okazał się Timothy Dalton (W obliczu śmierci z 1987 roku), w drugim przypadku rywalizację wygrał Pierce Brosnan (GoldenEye w 1995 roku).
Od 1993 prowadzi winiarnię Two Paddocks w regionie Otago.

## Filmografia

### Aktor
| Rok  | Tytuł                                | Tytuł oryginalny                    | Rola                                         |
| ---- | ------------------------------------ | ----------------------------------- | -------------------------------------------- |
| 2022 | Jurassic World: Dominion             | Jurassic World: Dominion            | Alan Grant                                   |
| 2018 | Pasażer                              | The Commuter                        | Dave Hawthorne                               |
| 2018 | Dzikie łowy                          | Hunt for the Wilderpeople           | Hector                                       |
| 2017 | Słodki kraj                          | Sweet Country                       | Fred Smith                                   |
| 2015 | Powrót                               | The Daughter                        | Walter                                       |
| 2015 | Poprzednie życie                     | Mystery                             | Duncan Stewart                               |
| 2014 | Wspólna pasja: FIFA                  | United Passions                     | João Havelange                               |
| 2014 | Nauka spadania                       | A Long Way Down                     |                                              |
| 2013 | Drylands                             |                                     | Jim                                          |
| 2013 | Mariach Mudni and the Midas Box      | Mariach Mudni and the Midas Box     | Otto Luger                                   |
| 2013 | Plan ucieczki                        | Escape Plan                         | dr Emil Kaikev                               |
| 2012 | I że cię nie opuszczę                | The Vow                             | Bill Thornton                                |
| 2011 | The Hunter                           | The Hunter                          | Jack Mindy                                   |
| 2010 | Daybreakers. Świt                    | Daybreakers                         | Bromley                                      |
| 2009 | Under the Mountain                   | Under the Mountain                  | Pan Jones                                    |
| 2009 | In Her Skin                          | n Her Skin                          | Pan Reid                                     |
| 2008 | Dean Spanley                         | Dean Spanley                        | Dean Spanley                                 |
| 2008 | Skin                                 | Skin                                | Abraham Laing                                |
| 2008 | Angel                                | Angel                               | Théo                                         |
| 2006 | Modliszka                            | Irresistible                        | Craig                                        |
| 2006 | Uczeń Merlina                        | Merlin's Apprentice                 | Merlin                                       |
| 2005 | Płotka                               | Little Fish                         | Brad                                         |
| 2005 | Gallipoli                            | Gallipoli                           | Narrator/on sam                              |
| 2004 | Tak                                  | Yes                                 | Anthony                                      |
| 2004 | Wimbledon                            | Wimbledon                           | Dennis Bradbury                              |
| 2007 | Stiff                                | Stiff                               | Merricks                                     |
| 2004 | Jessica                              | Jessica                             | Richard Runche                               |
| 2003 | Całkiem obcy                         | Perfect Strangers                   | Mężczyzna                                    |
| 2002 | Szemrany interes                     | Dirty Deeds                         | Ray                                          |
| 2002 | Wrobieni                             | Framed                              | Eddie Meyers                                 |
| 2002 | Doktor Żywago                        | Doctor Zhivago                      | Victor Komarovsky                            |
| 2001 | Park Jurajski III                    | Jurassic Park III                   | Dr Alan Grant                                |
| 2001 | Opiekun                              | The Zookeeper                       | Ludovic                                      |
| 2001 | USS „Squalus” zatonął                | Submerged                           | Porucznik Komandor Charles B. „Swede” Momsen |
| 2000 | Świat na talerzu                     | The Dish                            | Cliff Buxton                                 |
| 2000 | Moja matka                           | My Mother Frank                     | Profesor Mortlock                            |
| 2000 | Amerykański skandal                  | Sally Hemings: An American Scandal  | Thomas Jefferson                             |
| 1999 | Molokai – historia ojca Damiana      | Molokai: The Story of Father Damien | premier Gibson                               |
| 1999 | Człowiek przyszłości                 | Bicentennial Man                    | Richard Martin                               |
| 1998 | Słodycz zemsty                       | The Revengers' Comedies             | Henry Bell                                   |
| 1998 | Zaklinacz koni                       | The Horse Whisperer                 | Robert MacLean                               |
| 1998 | Merlin                               | Merlin                              | Merlin                                       |
| 1997 | Śnieżka dla dorosłych                | Snow White: A Tale of Terror        | Lord Friedrich Hoffman                       |
| 1997 | Ukryty wymiar                        | Event Horizon                       | Weir                                         |
| 1996 | Dzieci rewolucji                     | Children of the Revolution          | David „Dave” Hoyle                           |
| 1996 | Z zimną krwią                        | In Cold Blood                       | Agent Alvin Dewey                            |
| 1995 | Czas przemian                        | Restoration                         | Król Karol II                                |
| 1995 | Zwycięstwo                           | Victory                             | Jones                                        |
| 1995 | W paszczy szaleństwa                 | In the Mouth of Madness             | John Trent                                   |
| 1994 | Księga dżungli                       | The Jungle Book                     | major Brydon                                 |
| 1994 | Syreny                               | Sirens                              | Norman Lindsay                               |
| 1994 | Prowincjonalne życie                 | Country Life                        | Dr Max Askey                                 |
| 1993 | Fortepian                            | The Piano                           | Alisdair Stewart                             |
| 1993 | Park Jurajski                        | Jurassic Park                       | Dr Alan Grant                                |
| 1993 | Zakładnik                            | Hostage                             | John Rennie                                  |
| 1993 | Family Pictures                      | Family Pictures                     | David Eberlin                                |
| 1992 | Zatopić „Rainbow Warrior”            | The Rainbow Warrior                 | Alan Galbraith                               |
| 1992 | Wspomnienia niewidzialnego człowieka | Memoirs of an Invisible Man         | David Jenkins                                |
| 1991 | Aż na koniec świata                  | Bis ans Ende der Welt               | Eugene Fitzpatrick                           |
| 1991 | Śmierć w Brunswick                   | Death in Brunswick                  | Carl Fitzgerald                              |
| 1991 | Dreszcz                              | Fever                               | Elliott                                      |
| 1991 | Pod wiatr                            | One Against the Wind                | Major James Leggatt                          |
| 1990 | W cieniu Chin                        | Shadow of China                     | Reporter                                     |
| 1990 | Polowanie na Czerwony Październik    | The Hunt for Red October            | Kapitan Borodin                              |
| 1989 | Rewolucja francuska                  | La Révolution française             | Marie Joseph de la Fayette                   |
| 1989 | Martwa cisza                         | Dead Calm                           | John Ingram                                  |
| 1988 | Krzyk w ciemności                    | Evil Angels                         | Michael Chamberlain                          |
| 1988 | Siła wiary                           | Leap of Faith                       | Oscar Ogg                                    |
| 1987 | Dobra żona                           | The Good Wife                       | Neville Gifford                              |
| 1986 | For Love Alone                       | For Love Alone                      | James Quick                                  |
| 1986 | Strong Medicine                      | Strong Medicine                     | Vince Lord                                   |
| 1985 | Obfitość                             | Plenty                              | Lazar                                        |
| 1985 | Napad z bronią w ręku                | Robbery Under Arms                  | Kapitan Starlight                            |
| 1984 | Cudza krew                           | Le Sang des autres                  | Bergman                                      |
| 1984 | The Country Girls                    | The Country Girls                   | Dżentelmen                                   |
| 1983 | Enigma                               | Enigma                              | Dimitri Vasilikov                            |
| 1982 | Atak jednostki Z                     | Attack Force Z                      | sierżant D.J. Costello                       |
| 1982 | Ivanhoe                              | Ivanhoe                             | Brian de Guilbert                            |
| 1981 | Z dalekiego kraju                    | From a Far Country                  | Marian                                       |
| 1981 | Opętanie                             | Possession                          | Mark                                         |
| 1981 | Omen III: Ostatnie starcie           | The Final Conflict                  | Damien Thorn                                 |
| 1980 | Lucinda Brayford                     | Lucinda Brayford                    | Tony Duff                                    |
| 1979 | Moja wspaniała kariera               | My Brilliant Career                 | Harry Beecham                                |
| 1979 | The Journalist                       | The Journalist                      | Rex                                          |
| 1979 | Just Out of Reach                    | Just Out of Reach                   | Mike                                         |
| 1977 | Śpiące psy                           | Sleeping Dogs                       | Smith                                        |
| 1975 | Landfall                             | Landfall                            | Eric                                         |
| 1975 | Ashes                                | Ashes                               | Ksiądz                                       |
| 1974 | Telephone Etiquette                  | Telephone Etiquette                 |                                              |

### Reżyser
| Rok  | Tytuł                       |
| ---- | --------------------------- |
| 2004 | Brush-Off, The              |
| 1997 | On the Road with Red Mole   |
| 1978 | Surf Sail                   |
| 1977 | Flare: A Ski Trip           |
| 1977 | On the Road with Red Mole   |
| 1977 | Architect Athfield          |
| 1975 | Four Shorts on Architecture |
| 1974 | Telephone Etiquette         |

### Scenarzysta
| Rok  | Tytuł                       |
| ---- | --------------------------- |
| 1975 | Four Shorts on Architecture |
| 1974 | Telephone Etiquette         |

### Role serialowe
| Rok       | Tytuł                    | Tytuł oryginalny         | Rola                       |
| --------- | ------------------------ | ------------------------ | -------------------------- |
| 2013      | Peaky Blinders           | Peaky Blinders           | Inspektor Chester Campbell |
| 2012      | Alcatraz                 | Alcatraz                 | Emerson Hauser             |
| 2008      | Crusoe                   | Crusoe                   | Jeremiah Blackthorn        |
| 2008      | Droga żelazna            | Iron Road                | Alfred Nichol              |
| 2007      | Dynastia Tudorów         | The Tudors               | Kardynał Thomas Wolsey     |
| 2005      | Niesamowita podróż       | Mary Bryant              | Governer Arthur Phillip    |
| 2005      | Trójkąt                  | The Triangle             | Rice Benirall              |
| 2005      | Na koniec świata         | To the Ends of the Earth | Prettiman                  |
| 1987      | Ameryka                  | Amerika                  | Pułkownik Andrei Denisov   |
| 1985      | Kain i Abel              | Kane & Abel              | William Lowell Kane        |
| 1983      | Reilly: The Ace of Spies | Reilly: The Ace of Spies | Sidney Reilly              |
| 1976–1983 | Sullivans, The           | Sullivans, The           | Ben Dawson                 |

## Nagrody
- 1985 nominacja Złoty Glob Najlepszy aktor w miniserialu lub filmie telewizyjnym

Reilly: The Ace of Spies (1983)
- 1992 nominacja Złoty Glob Najlepszy aktor w miniserialu lub filmie telewizyjnym

Pod wiatr (1991)
- 1993 nominacja Saturn Najlepszy aktor drugoplanowy

Wspomnienia niewidzialnego człowieka (1992)
- 1998 nominacja Emmy Najlepszy aktor w miniserialu lub filmie telewizyjnym

Merlin (1998)
- 1999 nominacja Złoty Glob Najlepszy aktor w miniserialu lub filmie telewizyjnym

Merlin (1998)
- 2006 nominacja Saturn Najlepszy drugoplanowy aktor telewizyjny

Trójkąt (2005)